# Pedro Trucão
Pedro da Silva Lopes (Osasco, 28 de abril de 1954), mais conhecido como Pedro Trucão ou como somente Trucão, é um jornalista e repórter brasileiro especializado em transporte rodoviário de cargas.
Pedro é conhecido também como "O Repórter das Estradas".

## Biografia
Pedro começou a "botar" o pé na estrada na década de 70 com seu fusquinha 62, estudando o comportamento dos caminhoneiros e motoristas em geral.
A atração de Pedro pelas coisas do trecho já era forte e o seu sonho, o de conhecer cada canto do país não como turista mas com uma visão profissional da estrada, impulsionou-o ainda mais. Ajudou e foi ajudado por muitas pessoas nessas viagens.
Depois de conhecer um pouco desse universo, foi-se consolidando a ideia de dividir com outras pessoas tudo o que tinha visto e aprendido, principalmente a sua visão de que as chaves para a convivência pacífica e harmoniosa no trânsito chamam-se solidariedade e bom senso.
Referência no jornalismo segmentado, recebeu a "Medalha do Mérito Mauá" categoria "Cruz Mauá", concedida, por decreto do então Presidente Fernando Henrique Cardoso em novembro de 2002, a diversos profissionais como "reconhecimento pela inestimável colaboração prestada ao desenvolvimento dos transportes no Brasil". Em 2016, foi agraciado com a "Medalha JK", no grau Grande Oficial, pela Ordem do Mérito do Transporte Brasileiro, promovida pela Confederação Nacional do Transporte. O prêmio reconhece o trabalho de empresários no segmento. 
Hoje, com mais de 20 anos no trecho, fazendo companhia, levando informação ao profissional da estrada e alegrando os amantes da boa música sertaneja, produz e apresenta programas de rádio e televisão.

## Linha de trabalho
Pedro sempre trabalhou com a filosofia de mostrar à sociedade o trabalho do motorista profissional. 
“Meu trabalho é mostrar a importância do motorista e do transportador para a economia e para o País” afirmou para a Revista Carga Pesada em março de 2012
Pelo jornalista focar o seu trabalho no profissional das estradas, os seus programas não utilizam estúdios – sendo programas ambientados em postos de combustível em beiras de rodovias do País, em festas do segmento e em outros locais onde concentram-se caminhoneiros. Os seus programas de rádio frequentemente também são levados às estradas, onde pode fazer entrevistas com os estradeiros, constatar as condições de vias e pátios de postos ou empresas e estar mais próximo do seu público-alvo.
E foi seguindo essa linha que em 2008 tornou-se um voluntário do programa "Na Mão Certa", que busca acabar com a exploração sexual de crianças e adolescentes nas estradas. Sobre o motivo de sua participação no programa, afirmou: "Nós temos a mesma visão de que o estradeiro não é o vilão; ele é tido como, mas eu sei que não é."

## Programas

### Rádio
- Ficou no ar entre 1982 e 1983 com o programa "Trucão e os Caminhoneiros do Brasil".
- Também com o nome "Trucão e os Caminhoneiros do Brasil", o programa da rádio de Jundiaí foi de 1983 até 1994.
- Por mais de vinte anos, Pedro levou informação e entretenimento pelas ondas da Rádio Aparecida em AM e FM com o programa Pé na Estrada, entre 1987 e 2009.
- O programa Pé na Estrada teve seu lugar também na rádio Tupi AM de São Paulo entre 2002 e 2003.
- Também com o Pé na Estrada, Pedro esteve no ar na rádio Terra FM 98,9SP de 2003 até 2011.
- Por 13 anos, Pedro também viajou por todo o País pelas ondas do Sistema Globo de Rádio (SGR) apresentando o Globo Estrada, que esteve no ar de 2003 até 2017.
- De 2017 a 2018, mais uma vez com o "Pé na Estrada", Pedro tinha um programa na Rádio Tropical FM, transmitido todas as tardes.
- De 2017 a 2019, Trucão comandava o "Fazendo Rastros pelo Brasil" na Rádio Capital AM
- A partir de 2019, passou a apresentar o programa "Trucão com Pé na Estrada" na Rádio Transamérica, todos os dias a partir das 4h. O programa segue no ar até hoje, atualmente na Massa FM.

### Televisão
- Na televisão, Pedro começou a atuar em 1991, no programa Roda Brasil da Rede Record.
- Fez parte, de 1995 a 2004, da equipe de repórteres do programa Siga Bem Caminhoneiro do SBT.
- A partir de 2004, passou a ter seu próprio programa, o Pé na Estrada.
- Em 2013, o Pé na Estrada passou a ser exibido pela TV Bandeirantes. e permaneceu na emissora até 2019.
- A partir de 2020, o Pé na Estrada passa a ser exibido todos os domingos, às 7h, no SBT.

## Palestras
Depois de anos de trabalho no rádio, na TV e nos eventos do setor, surgiu também a demanda de ministrar palestras em treinamentos internos, eventos corporativos e feiras. Pedro ministra palestras dirigidas ao segmento de transporte rodoviário de carga, abrangendo motoristas, transportadoras e embargadores, abordando itens como evolução nos transportes e segurança e cidadania no trânsito. As palestras acontecem sempre em tom descontraído e dinâmico, geralmente em forma de bate-papo e com ampla participação da plateia, que é chamada para contar experiências e compartilhar opiniões.